# HANA (RAG FAIRの曲)
HANA（ハナ）は、RAG FAIRが2004年6月30日にリリースした9枚目のシングル。

## 概要
- 前作「Old Fashioned Love Song」から約2か月ぶりとなるシングル。
- タイトル曲の「HANA」ではラテンのビートを取り入れている[1]。
- 2曲目の「Dip! Dip! Dip!」は、マクドナルドのCMソングに起用された。
- 3曲目の「僕等の時代」は、オフコースの「僕等の時代」のカバーである。

## 収録曲
| #  | タイトル           | 作詞               | 作曲     | 編曲               |
| -- | ------------------ | ------------------ | -------- | ------------------ |
| 1. | 「HANA」           | 近藤金吾, 引地洋輔 | 近藤金吾 | 光田健一, RAG FAIR |
| 2. | 「Dip! Dip! Dip!」 | RAG FAIR           | 土屋礼央 | 光田健一, RAG FAIR |
| 3. | 「僕等の時代」     | 小田和正           | 小田和正 | RAG FAIR           |

## タイアップ
- マクドナルド フィッシュマックディッパー　CMソング(#2)